# Gru galleggiante

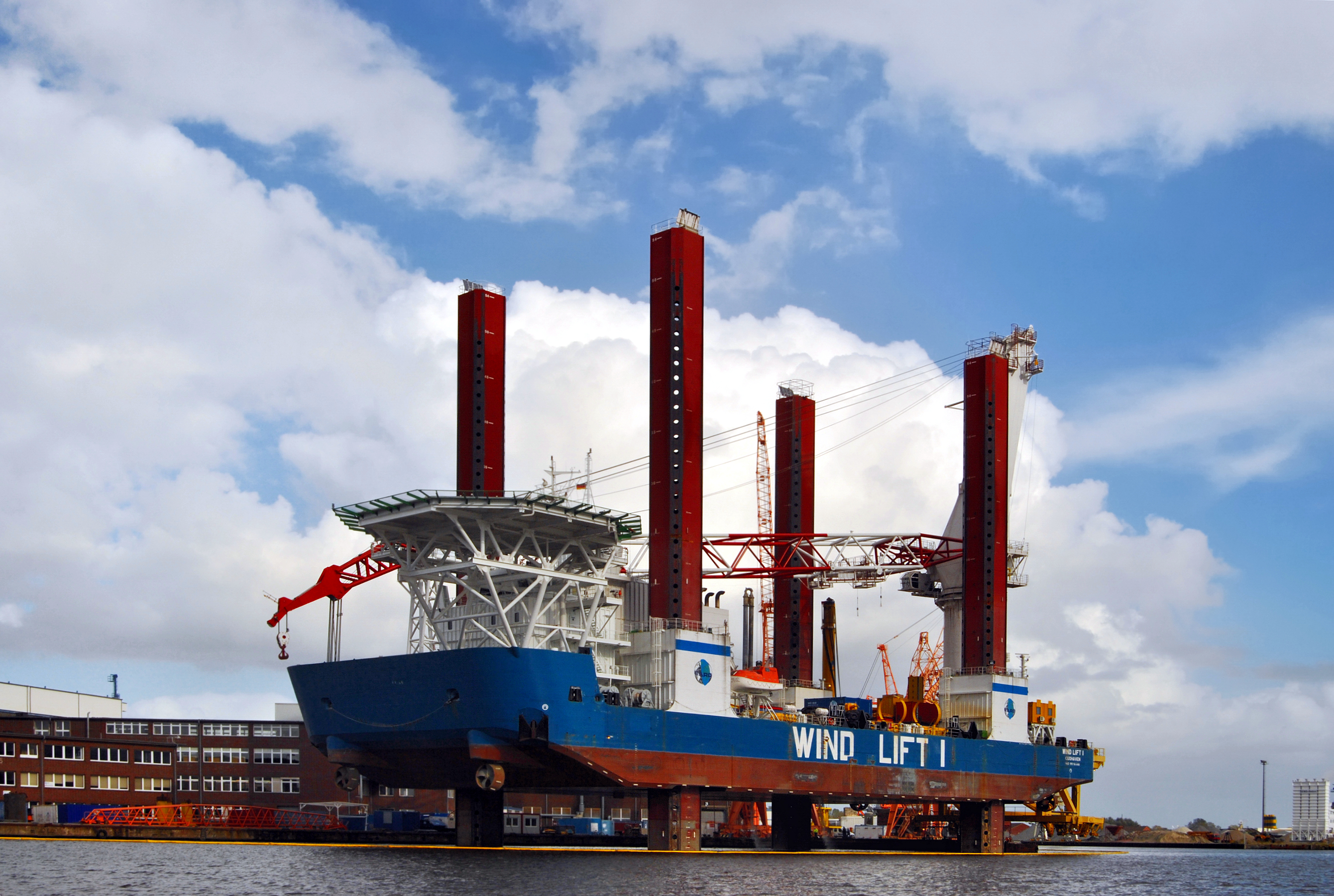
Un esempio di gru galleggiante, la Wind Lift I, fotografata nel porto di Emden nel 2010

La gru galleggiante è una nave dotata di una grossa gru capace di maneggiare carichi di diverse centinaia di tonnellate. I primi esemplari di questa tipologia di nave furono militari, per gestire lo spostamento di grossi carichi come le torri di artiglieria delle navi da battaglia, che possono arrivare a pesare anche un migliaio di tonnellate, senza essere vincolati ad un molo o installazione fissa. Progressivamente, anche nel campo civile si è sentita la necessità di gestire simili problematiche, per esempio nel campo dell'industria petrolifera.
Le attuali gru galleggianti possono sollevare carichi fino a 14200 t Le unità più grandi al mondo risultavano, nel 2013, la SSCV Thialf e la Saipem 7000.
Alcune gru galleggianti di notevoli dimensioni sono inoltre state conservate a scopo museale. Fra esse gli esemplari più antichi risultano la Langer Heinrich del 1905, conservata a Rostock, la Hercules del 1915, tuttora operativa presso il canale di Panama, la Langer Heinrich del 1915, anch'essa operativa presso il porto di Genova, e l'Ursus nel porto di Trieste.